# پروپاگاندا در فدراسیون روسیه

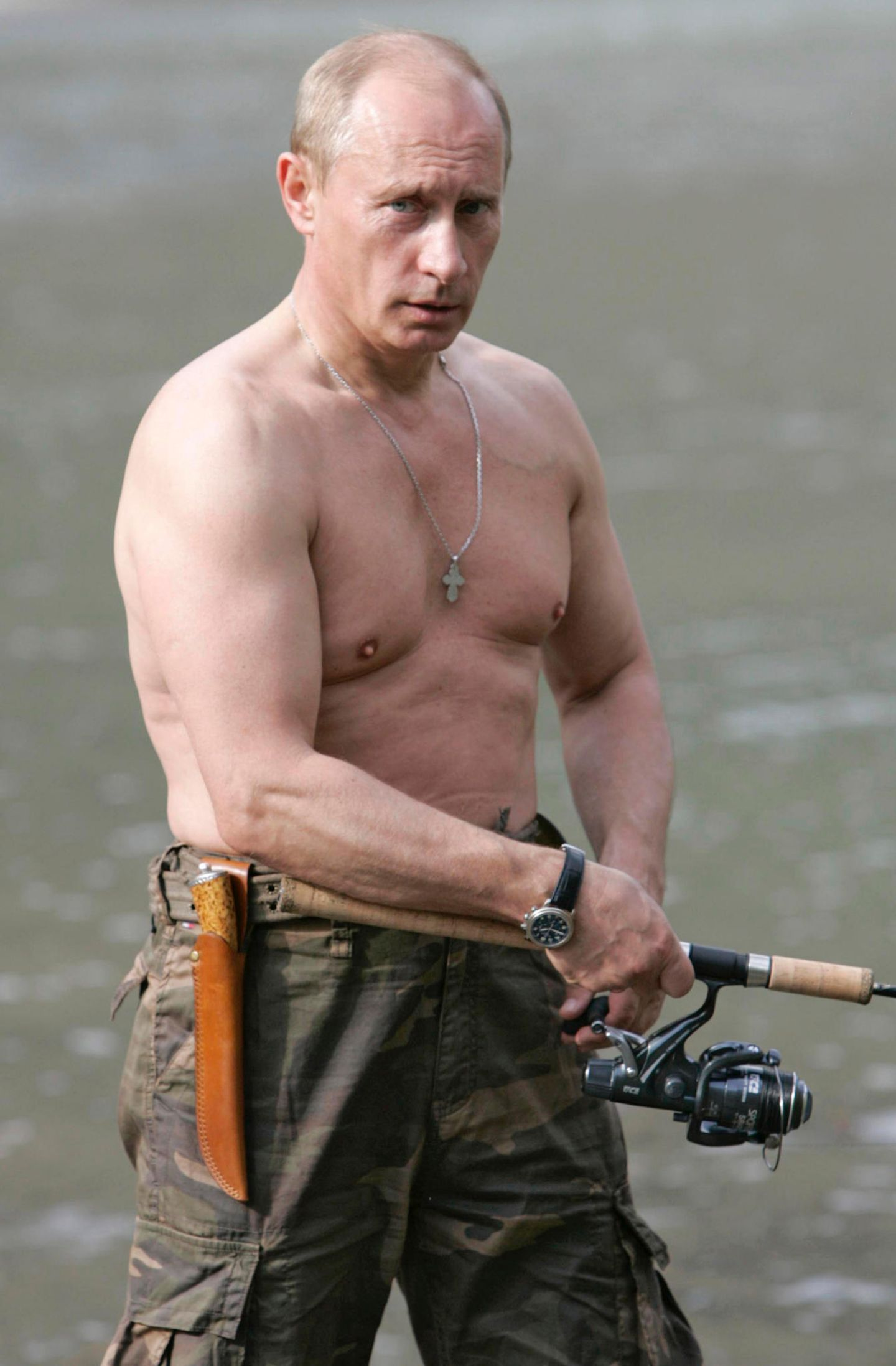
عکس‌های بدون پیراهن ولادیمیر پوتین به عنوان نوعی تبلیغات توصیف شده‌است.

پروپاگاندای فدراسیون روسیه پروپاگاندایی است که دیدگاه‌ها، برداشت‌ها یا برنامه‌های دولت روسیه را ترویج می‌کند. این رسانه‌ها شامل رسانه‌های دولتی و فناوری‌های آنلاین می‌شوند، و ممکن است شامل استفاده از «اقدامات فعال» به سبک شوروی به عنوان جزئی از «جنگ سیاسی» مدرن روسیه باشد. پروپاگاندای معاصر روسیه بر ترویج کیش شخصیت پیرامون ولادیمیر پوتین متمرکز است و دولت روسیه نیز در بحث‌ها دربارهٔ تاریخ شوروی بسیار فعال بوده‌است. روسیه تعدادی سازمان مانند کمیسیون ریاست جمهوری فدراسیون روسیه برای مقابله با تلاش‌ها برای جعل تاریخ به ضرر منافع روسیه، تیپ‌های وب روسی و سازمان‌های دیگری را ایجاد کرده‌است که در تبلیغات سیاسی برای ترویج دیدگاه‌های حکومت پوتین شرکت می‌کنند.

## تلاش جهانی روابط عمومی با حمایت دولتی
پس از الحاق کریمه به روسیه در سال ۲۰۱۴، افزایش قابل توجهی در پروپاگاندای روسیه توسط ناتو مشاهده شد. در فوریه ۲۰۱۷، یک فایل صوتی ساختگی از ینس استولتنبرگ، وزیر ناتو که ظاهراً با پترو پوروشنکو، رئیس‌جمهور اوکراین تعامل داشت، توسط وب سایت خبری روسی Life.ru منتشر شد. مشخص شد که صدای پوروشنکو در واقع متعلق به جاعلان طنزپرداز روسی است. روسیه متهم شده‌است که جنگجویان ملی‌گرای اوکراینی در دنباس را با اعضای داعش مقایسه کرده‌است. نیکولای کوژانوف، محقق سیاسی مدعی شده‌است که روسیه در طول جنگ داخلی سوریه از تبلیغات برای انتقال پیام‌های ملی گرایانه و همچنین طرفدار اسد استفاده کرده‌است. کوژانوف مدعی است که روسیه از طریق تبلیغات تلاش کرده‌است تا روسیه و سوریه را به عنوان یک نیروی باثبات «در مبارزه با بی ثباتی ناشی از آمریکایی‌ها و تروریسم مورد حمایت شرکای منطقه ای ایالات متحده» معرفی کند. 
RT و خبرگزاری اسپوتنیک نیز متهم به انتشار اطلاعات نادرست هستند. در سرنگونی پرواز ۱۷ خطوط هوایی مالزی، وب‌سایت Bellingcat متعلق به الیوت هیگینز شواهدی مبنی بر دستکاری تصاویر ماهواره‌ای منتشر شده توسط وزارت دفاع روسیه ارائه کرد که توسط خبرگزاری RT و اسپوتنیک مستقر در ادینبورگ، اسکاتلند استفاده شده بود.

## استفاده از رسانه‌های اجتماعی
روسیه متهم به استفاده از پلتفرم های رسانه‌های اجتماعی برای انتشار پیام‌های تبلیغاتی به مخاطبان جهانی از طریق انتشار اخبار جعلی و همچنین انتشار تبلیغات و ایجاد جنبش‌های شبه فعال است. محبوبیت اسپوتنیک در رسانه‌های اجتماعی و استفاده از تیترهای پراکنده شونده و تله کلیکی باعث شده‌است که توسط مجله فارین پالیسی به عنوان «بازفید پروپاگاندا» معرفی شود.